# Katholische Frauengemeinschaft Deutschlands

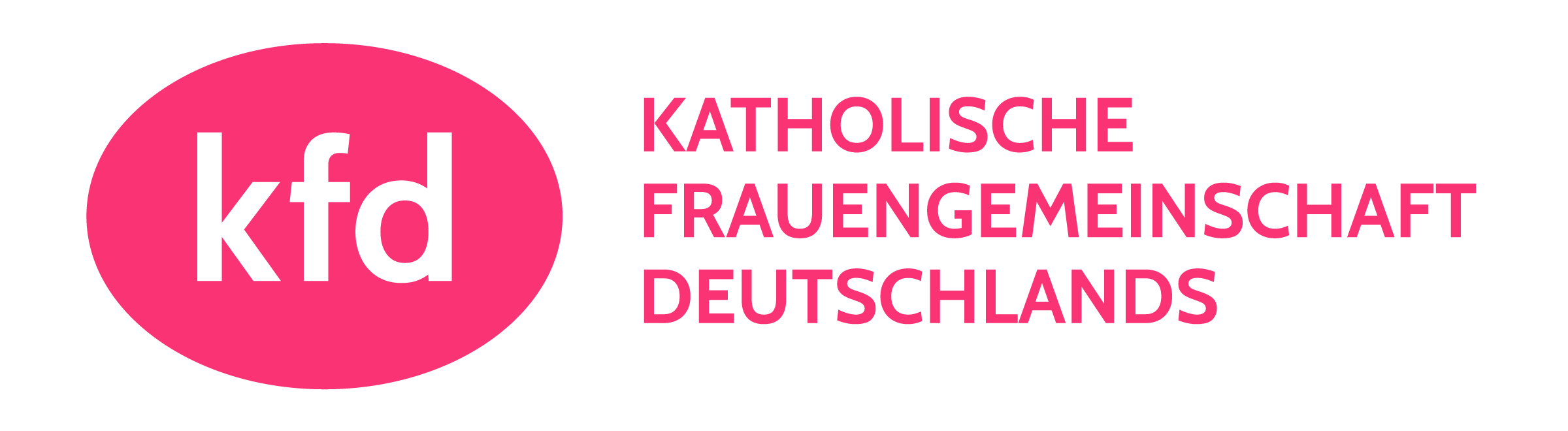
Logo

Die Katholische Frauengemeinschaft Deutschlands (KFD, eigene Schreibweise kfd) ist ein katholischer Frauenverband und einer der größten Frauenverbände Deutschlands. 2024 zählte er 265.000 Mitglieder. Er geht zurück auf die ab 1856 gegründeten Bruderschaften christlicher Mütter. Aus ihnen ging 1928 der Zentralverband der katholischen Müttervereine hervor, der seit 1968 Katholische Frauengemeinschaft Deutschlands heißt. Die kfd versteht sich als Interessenvertretung für Frauen in Kirche, Politik und Gesellschaft und bietet eine Gemeinschaft für Frauen.

## Ziele und Selbstverständnis
Die kfd setzt sich „für die Interessen von Frauen in Kirche, Politik und Gesellschaft ein“. Nach ihrer Satzung versteht sie sich als eine Gemeinschaft von Frauen, die sich helfen und ermutigen, „in der Nachfolge Jesu Christi“ zu leben, am Leben der Kirche teilzunehmen und in der Gesellschaft in christlicher Verantwortung mitzuwirken.
Die kfd-Pfarrgemeinschaften sind Begegnungsstätte für ihre Mitglieder und bieten kulturelle und soziale Dienste. Auch haben sie in vielen Kirchengemeinden Bedeutung für das Gemeindeleben.

## Aufbau
Die Mitglieder sind Personen, die „die Ziele und Aufgaben der Katholischen Frauengemeinschaft Deutschlands bejahen und aktiv unterstützen“. Auch Männer können Mitglied der Frauengemeinschaft werden. Die Zugehörigkeit zur katholischen Kirche ist nicht notwendig: Der Bundesverband geht davon aus, „dass ungetaufte (z. B. muslimische), getaufte, aber keiner Konfession/Kirche angehörende oder einer anderen christlichen Konfession (z.B. orthodox oder evangelisch) angehörende Frauen Mitglied der kfd werden/sind.“

### Mitgliederentwicklung
2016 zählte der Bundesverband der kfd 450.000 Mitglieder, 2024 nur noch 265.000. Allein 2023 sank die Mitgliederzahl um 61.000. Die Zahlen sind, so die Bundesgeschäftsführerin, „zweifellos erschreckend“. Sie seien auf „eine im Verband heftig umstrittene Beitragserhöhung, den Vertrauensverlust in die Institution Kirche, aber auch die demografische Entwicklung und die Inflation“ zurückzuführen. Dementsprechend lösten sich 2023 allein im Bistum Münster 50 Ortsgruppen auf. In den Diözesanverbänden führt die „hohe Überalterung“ zu einem kontinuierlichen Sinken der Mitgliederzahlen, so in den Verbänden von Köln und Münster. Der Altersdurchschnitt im Kölner Verband liege bei über 75 Jahren, so die Kölner Diözesanverbandsvorsitzende.

### Struktur
Der kfd-Bundesverband setzt sich aus 20 Diözesanverbänden (Aachen, Berlin, Dresden-Meißen, Erfurt, Essen, Freiburg, Fulda, Görlitz, Hamburg, Hildesheim, Köln, Limburg, Magdeburg, Mainz, München-Freising, Münster, Osnabrück, Paderborn, Speyer und Trier) und dem Landesverband Oldenburg zusammen. Der Bundesverband wird durch einen elfköpfigen Bundesvorstand vertreten, der „die politische und wirtschaftliche Gesamtverantwortung“ trägt und dessen Amtszeit vier Jahre beträgt. Die „mittlere Ebene“ wird durch Dekanate, Pfarrverbände, Bezirke und Regionen gebildet.
Der 10-köpfige Bundesvorstand wird durch eine Vorsitzende und zwei Stellvertreterinnen angeführt:
- Bundesvorsitzende: Anne König
- Stellvertretende Bundesvorsitzende: Ulrike Göken-Huismann
- Stellvertretende Bundesvorsitzende: Lucia Lagoda

## Geschichte
Der kfd-Bundesverband wurde 1928 unter dem Namen Zentralverband der katholischen Müttervereine gegründet. 1939 lösten die Nationalsozialisten den Verband auf, Haus und Vermögen wurden beschlagnahmt. Elemente der Verbandsarbeit konnten unter dem Dach der bischöflichen Ordinariate als kirchliche Frauenarbeit aufrechterhalten werden. 1951 erfolgte die Wiedergründung des Verbandes unter dem Namen Zentralverband der katholischen Frauen- und Müttergemeinschaften. Die erste Präsidentin des Verbandes war Marianne Dirks. 1954 wurde die Verbandszentrale in Düsseldorf wieder eingeweiht. 1968 verabschiedete der Verband eine neue Satzung und mit ihr den Namen Katholische Frauengemeinschaft Deutschlands (KFD).
1979 wurde das „Orientierungs- und Arbeitsprogramm 1979“ verabschiedet, das 1987 unter dem Namen „Impulse ’87“ weiterentwickelt wurde. 1981 wurde Irene Schmale-Ott Präsidentin der KFD. 1993 folgte das Papier „Akzente `93“, 1999 die „Leitlinien `99“. 2002 wurde die Marianne-Dirks-Stiftung gegründet. 2008 folgte der Beschluss über ein Leitbild der kfd. Die zehn Kernsätze stehen unter dem Titel „kfd – leidenschaftlich glauben und leben“.
2017 feierte die kfd den 100. Jahrgang des Mitgliedermagazins „Frau und Mutter“ (heute „Junia“).
Seit 2017 ist die CDU-Politikerin Mechthild Heil Bundesvorsitzende. Sie folgte Maria Theresia Opladen nach, die dieses Amt von 2008 bis 2017 innehatte. Am deutschen Synodalen Weg war die kfd beteiligt.
Eine 2024 in Kraft tretende Beitragserhöhung wurde vorab in der KFD-Verbandszeitschrift Junia bekanntgegeben; die Erhöhung werde nötig, um die in vielen Bereichen gestiegenen Kosten zu decken, beispielsweise beim kfd-Diözesanverband Köln die Kosten für organisierte Fahrten. In der Reaktion darauf denken mehrere Ortsverbände über ihre Auflösung oder einen Austritt aus dem Verband nach oder haben sich bereits aufgelöst.

## Verbandszeitschrift
Junia ist die Mitgliederzeitschrift der Katholischen Frauengemeinschaft Deutschlands. Unter ihrem ursprünglichen Namen „Frau und Mutter“ feierte die Zeitschrift 2017 ihr 100. Erscheinungsjubiläum. „Frau und Mutter“ erschien monatlich und war mit einer Druckauflage von 450.000 Exemplaren (2017) die auflagenstärkste katholische Frauenzeitschrift im deutschsprachigen Raum. 2020 erfolgte nach längerer verbandsinterner Diskussion eine Änderung in Junia, benannt nach der Heiligen Junia und die Halbierung des Erscheinungsrhythmus auf 6 Exemplare im Jahr. Chefredakteurin ist Friederike Frücht.

## Positionen (Auswahl)
2019 forderte die kfd die Frauenordination, das heißt dem „Zugang von Frauen zu allen Diensten und Ämtern in der Kirche“. Bereits in dem im Jahr 1999 verabschiedeten Programm „Leitlinien ’99“ hatte der Verband die Forderung nach Zulassung von Frauen zu allen Diensten und Ämtern in der Kirche aufgestellt, musste diese aber aufgrund von Konflikten mit der Deutschen Bischofskonferenz herausnehmen. Entsprechend fordert die kfd ihre Mitglieder auf, den „Tag der Diakonin“ am 29. April zu begehen.
Auf Ebene des Bundesverbands, einiger Diözesanverbände und Ortsgruppen bestehen zahlreiche Verbindungen mit der Initiative Maria 2.0, während sich der Kölner Diözesanverband davon distanziert hat. Auf Ebene der Landesverbände nahm die kfd 2021 zusammen mit Maria 2.0 einen Thesenanschlag an Kirchentüren vor, in dem sie eine geschlechtergerechte Kirche, Machtteilung, Missbrauchsaufarbeitung und die Aufhebung des Pflichtzölibats fordert.
2020 verabschiedete der Verband einen Unvereinbarkeitsbeschluss für Parteimitglieder der Alternative für Deutschland, demzufolge eine Zugehörigkeit zur kfd mit der Mitgliedschaft in dieser Partei nicht vereinbar ist.
2022 forderte die kfd in ihrem Positionspapier „Frauenleben sind vielfältig“ „vom Lehramt der Kirche eine neue Sicht auf die vielfältigen Ausdrucksformen menschlicher Sexualität und die Vielfalt von Frauenleben; sie betont die unbedingte Notwendigkeit einer neuen lehramtlichen Sexualethik und einer neuen Theologie der Ehe“.
In ihrem Positionspapier zum assistierten Suizid forderte die kfd 2023, „die Rahmenbedingungen im Blick auf den assistierten Suizid so auszugestalten, dass dieser nicht zu einer gewöhnlichen Situation des Sterbens wird, sondern als Ausnahme ein Sonderfall bleibt“.
Nach einer kontroversen Diskussion verabschiedete die Bundesversammlung im Juni 2023 ihr Positionspapier zu Sexarbeit und Prostitution.

## Initiativen und Beteiligungen
Zu den kirchen- und gesellschaftspolitischen Initiativen, an denen die kfd mitwirkte, gehören u. a.:
- 1996: „Macht unsichtbare Arbeit sichtbar“ – kfd-Aktion zum Nachweis über ehrenamtlich geleistete Arbeit; 2001: Positionspapier „Das Ehrenamt in der kfd“: 2011: Positionspapier Ehrenamtlich arbeiten[50]
- 1997: Gründung des Netzwerks Diakonat der Frau[51]
- 2004: Modell zur Reform der gesetzlichen Rentenversicherung (zusammen mit anderen katholischen Verbänden)[52]
- 2006: Förderung der Bibel in gerechter Sprache[53]
- 2013: Notrufnummer für von Gewalt betroffene Frauen: Hilfetelefon Gewalt gegen Frauen[54]
- ab 2018: Aktion #MachtLichtAn zur Aufarbeitung sexuellen Missbrauchs in der Kirche[55]
- 2020: Über 131.000 Unterschriften für eine geschlechtergerechte Kirche[56]

## Interessenvertretungen
Die kfd engagiert sich in folgenden Institutionen und Gremien auf nationaler und internationaler Ebene (Auswahl):
- AGENDA Forum katholischer Theologinnen e. V.
- ANDANTE – Europäische Allianz katholischer Frauenverbände
- Arbeitsgemeinschaft Interessenvertretung Alleinerziehende (AGIA)
- Arbeitsgemeinschaft Katholischer Frauenverbände und -gruppen
- Bundesarbeitsgemeinschaft Hauswirtschaft
- Bundesarbeitsgemeinschaft der Seniorenorganisationen (BAGSO)
- Christinnenrat
- Deutscher Frauenrat
- Deutsche Kommission Justitia et Pax
- Katholische Arbeitsgemeinschaft für Müttergenesung
- Klima-Allianz Deutschland
- Maximilian-Kolbe-Werk (Hilfswerk für ehemalige KZ-Häftlinge)
- Misereor (Hilfswerk der katholischen Kirche)
- missio – Internationales Katholisches Missionswerk
- Müttergenesungswerk
- Netzwerk Diakonat der Frau
- Weltunion katholischer Frauenorganisationen (WUCWO)
- Zentralkomitee der deutschen Katholiken (ZdK)
- Weltgebetstag der Frauen (WGT)
- TransFair
- UN Women Nationales Komitee Deutschland
- Verbraucherzentrale Bundesverband